# Station Wisłoczanka
Station Wisłoczanka is een spoorwegstation in de Poolse plaats Wisłoczanka.